# 石本さくら
石本 さくら（いしもと さくら、1999年1月27日 - ）は、日本将棋連盟（関西本部）所属の女流棋士。女流棋士番号は57。大阪府吹田市出身。森信雄七段門下。大阪学芸高等学校、立命館大学総合心理学部卒業。

## 棋歴

### 女流プロになるまで
小学4年生のとき（2008年度）、クラスメイトの影響を受けて将棋に関心を持ち、将棋教室に通い始めた。
2010年、将棋を始めて2年で第4回小学生女子名人戦、第3回女子アマ王位戦で準優勝を果たした。小学6年生の時（2010年度）に女流棋士志望を固め、小学校の卒業文集に、将来の夢は女流棋士、と書いた。
2011年、第1期女流王座戦西日本予選大会を勝ち抜いて一次予選に出場した。
2012年、第5期マイナビ女子オープンでチャレンジマッチを勝ち抜いて一斉予選出場、アマ大会では第33回中学生選抜女子の部優勝で優勝。
2013年、第3期女流王座戦西日本予選大会を勝ち抜き一次予選に出場すると、一次予選で相川春香、甲斐智美に連勝し、二次予選でも中村桃子に勝ち本戦に進出。特に、当時の甲斐は絶好調であり、その甲斐に勝利したことは注目を集めた。
2014年の第4期も西日本予選大会を勝ち抜き、一次予選で飯野愛、伊奈川愛菓に連勝。二次予選で上田初美に勝ち、2期連続の女流王座戦本戦進出となった。
石本は、関西研修会に入会後、2014年8月（当時15歳、高校1年生）にC1クラスに昇級し女流3級の資格を得ていた。さらに2015年（当時16歳、高校2年生）にはB1クラスに昇格し、奨励会への入会を目指していた。ただし、6級での奨励会受験は満15歳以下に限られ、満16歳以下で5級、満17歳以下で4級と、より上位の級で受験・合格しなければならず、年齢が高くなるほど入会が難しくなる。奨励会入会試験は、一次試験と二次試験の2段階である。石本は中学3年での受験（2013年）からは一次試験を毎年通過していたが、二次試験での不合格が続いた。高校2年生での受験（2015年）では、二次試験で、秒読みになって焦り、駒を落して時間切れ負けで不合格となり、将棋を止めようかとも思い詰めたが、師匠の森信雄や家族の激励を受け、2日間で立ち直った。
前述のように研修会C1クラスを通過し女流棋士3級となる権利を保持していた石本は、師匠の森信雄と話し合い、高校3年での奨励会受験（2016年）を最後とし、合格しなければ女流棋士になると決意して同年の奨励会入会試験に臨んだが、結果は不合格であった。
石本は女流棋士の資格申請を行い、2016年9月1日付で関西所属の女流棋士2級となり、女流棋士番号「57」を与えられた。当時は、本来は仮資格の「女流3級」でデビューする制度であったが、前述のとおり、石本は第3期・第4期女流王座戦での本戦入りの実績が「女流3級資格者が『女流棋士昇段級規定』の女流1級に該当した場合」に相当しているため、正式な女流棋士である「女流2級」としてデビューした。

### 女流プロ入り後
プロデビュー戦となる2016年12月21日の第44期女流名人戦予選1回戦で船戸陽子に、2017年1月17日の同予選2回戦で北村桂香に勝利した。2月20日の同予選準決勝で熊倉紫野に勝って「女流名人戦予選決勝進出」の昇級条件を満たし、女流1級に昇級した。
3月9日に同予選決勝でカロリーナ・ステチェンスカに勝ち、プロデビュー初年度での女流名人リーグ入りを決めると共に、「女流名人リーグ入り」の昇段条件を満たし、女流初段に昇段した。この対局は、カロリーナの初段への飛付昇段もかかっていて、テレビ取材が殺到する緊迫感の中での対局だった。石本は序盤に悪手を指し劣勢になったものの、終盤に逆転して勝利した。
その後、第25期倉敷藤花戦1回戦でも勝利。3月30日、第39期女流王将戦予選の1回戦でアマに勝つが、続く2回戦で村田智穂に敗れ、プロ入りからの連勝は「6」でストップした。
2017年度、第3回女子将棋YAMADAチャレンジ杯でベスト4入りし、2017年8月27日に行われた公開対局（準決勝・決勝）に出場し、準決勝で山根ことみを、決勝で鈴木環那をそれぞれ破って優勝した。
2018年度、第4回YAMADA女流チャレンジ杯（第4回から棋戦名変更）で2年連続でベスト4入り。2018年8月19日に行われた公開対局（準決勝・決勝）に出場し、準決勝で加藤圭に勝ったが、決勝で中澤沙耶に敗れ、YAMADA女流チャレンジ杯2連覇はならなかった。
2020年度、第28期倉敷藤花戦で、香川愛生、渡部愛、甲斐智美といった女流タイトル経験者を立て続けに破り挑戦者決定戦に進出した。初の女流タイトル挑戦がかかったが、挑戦者決定戦では中井広恵に136手で敗れ、惜しくも女流タイトル挑戦はならなかった。2020年12月14日、第3期清麗戦予選で中村真梨花に勝ち、女流初段昇段後60勝となり女流二段に昇段した。

## 棋風
- オールラウンダー（居飛車・振り飛車の双方を指しこなす）を目標としている[14]。
- 2018年2月時点では、さばきを重視する振り飛車党[21]。相振り飛車も得意である[21]。

## 人物
- 趣味は音楽鑑賞[1]。聴くジャンルはロックで[22]、オアシス[23]、レディオヘッド[23]などのイギリスのバンド、リンキン・パーク[23]、レイジ・アゲインスト・ザ・マシーンなどのアメリカのバンドを好む[23]。ライブによく行っており、東京での公演に行くこともある[23]。日本のアーティストではONE OK ROCKをよく聴く[24]。
- 椎名林檎に深く傾倒しており、椎名への思いを次のように記している[25]。

- 観戦記者の大川慎太郎は、スポーツ報知に掲載された第44期女流名人戦挑戦者決定リーグ（2017年度）の石本の自戦記に言及し、その文才を高く評価している[26]。朝日新聞の記者である村瀬信也も「他社さんですが」と前置きして、スポーツ報知に掲載された石本の自戦記が面白いと述べ、石本による印象的なフレーズを引用している[27]。スポーツ報知の記者である北野新太も、石本が2017年に書いた自戦記について、文章力の高さと感性の豊かさに感嘆したと述べている[28]。
- 尊敬する棋士は、升田幸三 実力制第四代名人[24]。
- 大阪学芸高等学校卒業、立命館大学総合心理学部卒業[注釈 5][1][14][29][30][31]。立命館大学を卒業する際には学長表彰を受けた[30][31]。総合心理学部に進んだ理由について、石本は「将棋はかなりメンタル勝負なところがあるので、心の動きについて学びたくて心理学部を選びました。」と語っている[5]。
- 立命館大学は将棋部が強豪で知られるが、石本は多忙などの理由で活動にあまり参加できなかったとのこと[32]。
- 奨励会入会試験を高校3年の2016年まで5回受験したが、合格を果たせなかった[5]。石本はこのことについて「たぶん、奨励会を5回も落ちた人なんて、自分以外になかなかいないと思うんです。でも、そういう経験があって、今の自分がある。」「あれ以上きついことはなかなかないと思うので、自分にとって大きな経験でした。」と語っている[5]。
- 色紙に揮毫する際は、揮毫する文字を右手で書いてから、名前を左手で書く[33]。

## 昇段・昇級履歴
研修会（関西研修会）
- 2013年05月00日：C2クラス（関西研修会） [34]
- 2014年08月00日：C1クラス昇級 [35] = 「女流3級」資格
- 2015年02月00日：B2クラス昇級 [36]
- 2015年11月00日：B1クラス昇級 [37]

女流棋士
- 2016年09月01日：女流2級 = プロ入り（「女流3級」資格 かつ 女流王座戦本戦出場〈第3-4期、アマとして〉）[1]
- 2017年02月20日：女流1級（女流名人戦予選決勝進出〈第44期〉）[12]
- 2017年03月09日：女流初段（女流名人リーグ入り〈第44期〉）[13]
- 2020年12月14日：女流二段（勝数規定／女流初段昇段後60勝）[20]

## 主な成績

### 棋戦優勝
- YAMADA女流チャレンジ杯 - 1回（第3回=2017年度）

### 在籍クラス
| 2021 | 1 | 順位決定トーナメント戦6位 | 順位決定トーナメント戦6位 | 順位決定トーナメント戦6位 | 順位決定トーナメント戦6位 | 順位決定トーナメント戦6位 |     |
| 2022 | 2 |                           | A 05                      |                           |                           |                           | 2-7 |
| 2023 | 3 |                           |                           | B05                       |                           |                           | 5-4 |
| 2024 | 4 |                           | A 06                      |                           |                           |                           | 4-4 |
| 2025 | 5 |                           | A 06                      |                           |                           |                           |     |
| 女流順位戦の 枠表記 は挑戦者。右欄の数字は勝-敗(番勝負/PO含まず)。 順位戦の右数字はクラス内順位 ( x当期降級点 / *累積降級点 / +降級点消去 ) |   |                           |                           |                           |                           |                           |     |

### 年度別成績
女流公式棋戦
- 2024年度
  - 年度成績 34局 17勝17敗（勝率0.5000）[38]
  - 通算成績 259局 148勝111敗（勝率0.5714）〈2025年3月31日対局分まで〉[39]

公式棋戦（「男性棋戦」）
- 2024年度
  - 年度成績 2局 0勝2敗（勝率0.0000）[40]
  - 通算成績 5局 0勝5敗（勝率0.0000）〈2025年3月31日対局分まで〉[39]

### アマチュア当時の戦績
アマチュア棋戦
- 2010年 第4回小学生女子名人戦 準優勝、第3回女子アマ王位戦 準優勝
- 2012年 第33回中学生選抜（女子の部）優勝

女流公式棋戦
- 2011年度
  - 第1期女流王座戦 一次予選 0勝1敗（アマチュア予選 西日本 4勝0敗=勝ち抜き）
  - 第5期マイナビ女子オープン 予選 0勝1敗（チャレンジマッチ 4勝0敗=勝ち抜き）
- 2013年度
  - 第35期女流王将戦 予選 0勝1敗
  - 第3期女流王座戦
    - 一次予選 2勝0敗（アマチュア予選 西日本 4勝0敗=勝ち抜き）
    - 二次予選 1勝0敗 = 本戦進出
    - 本戦 0勝1敗【女流棋士昇段規定「女流1級：女流王座戦本戦入り」に相当】

  - 第4期女流王座戦
    - 一次予選 2勝0敗（アマチュア予選 西日本 3勝0敗=勝ち抜き）
    - 二次予選 1勝0敗 = 本戦進出
    - 本戦 0勝1敗【女流棋士昇段規定「女流1級：女流王座戦本戦入り」に相当、2年連続2回目】